# پیت سالامون
پیت سالامون (انگلیسی: Piet Salomons؛ ۱۴ ژوئیه ۱۹۲۴ – ۸ اکتبر ۱۹۴۸ (aged 24)) ورزشکار واترپلو اهل پادشاهی هلند بود.
وی در مسابقات کشوری و بین‌المللی در مجموع برندهٔ ۱ مدال برنز شده‌است.